# Théorème d'inversion de Lagrange
Pour les articles homonymes, voir Théorèmes de Lagrange.
En mathématiques, le théorème d'inversion de Lagrange fournit le développement en série de certaines fonctions définies implicitement ; la formule d'inversion de Lagrange, connue aussi sous le nom de formule de Lagrange-Bürmann, en est un cas particulier donnant le développement en série de Taylor de la bijection réciproque d'une fonction analytique.

## Formule générale
Si z est une fonction de x, de y et d'une fonction f indéfiniment dérivable, telle que
{\displaystyle z=x+yf(z)}
alors pour toute fonction g indéfiniment dérivable, on a
{\displaystyle g(z)=g(x)+\sum _{k=1}^{\infty }{\frac {y^{k}}{k!}}\left({\frac {\partial }{\partial x}}\right)^{k-1}\left(f(x)^{k}g'(x)\right)}
pour y petit, si la série converge (voir plus loin pour la version formelle de cette identité).
Si g est la fonction identité on obtient alors
{\displaystyle z=x+\sum _{k=1}^{\infty }{\frac {y^{k}}{k!}}\left({\frac {\partial }{\partial x}}\right)^{k-1}\left(f(x)^{k}\right)}

## Cas particuliers

### Cas de la bijection réciproque
Si on prend x = 0 et f(z) = z⁄h(z) où h est une fonction analytique telle que h(0) = 0 et h'(0) ≠ 0, on obtient la relation y = h(z) et la formule d'inversion de Lagrange permet d'obtenir la série de Taylor de la fonction h−1, à savoir :
{\displaystyle z=h^{-1}(y)=\sum _{k=1}^{\infty }{\frac {y^{k}}{k!}}\left({\frac {\partial }{\partial x}}\right)^{k-1}\left({\frac {x}{h(x)}}\right)^{k}}
les dérivées étant calculées en x = 0.
Plus précisément, soit f une fonction (de variable complexe) analytique au point a telle que f '(a) ≠ 0. On peut alors résoudre l'équation en w, f(w) = z pour z appartenant à un voisinage de f(a), obtenant w = g(z), où 
g est analytique au point b = f(a). On dit que g est obtenu par inversion de série.
Le développement en série de g est donné par
{\displaystyle g(z)=a+\sum _{n=1}^{\infty }\left(\lim _{w\to a}\left({\frac {\mathrm {d} ^{\,n-1}}{\mathrm {d} w^{\,n-1}}}\left({\frac {w-a}{f(w)-b}}\right)^{n}\right){\frac {(z-b)^{n}}{n!}}\right).}
Cette formule est en fait valable pour des séries formelles, et peut se généraliser de diverses façons : pour des fonctions de plusieurs variables, pour le cas où f '(a) = 0 (l'inverse g étant alors une fonction multivaluée), et pour des extensions à des algèbres d'opérateurs, comme pour l'exponentielle ou le logarithme de matrices.
Ce théorème fut démontré par Lagrange et généralisé par Hans Heinrich Bürmann (en),, à la fin du XVIIIe siècle. On peut l'obtenir à l'aide de la théorie (plus tardive) de l'intégrale de contour, mais c'est en réalité un résultat purement formel, dont on peut donner une preuve directe.

### Formule de Lagrange-Bürmann
Un cas particulier du théorème, utilisé en combinatoire analytique, correspond à f(w) = w/ϕ(w) et ϕ(0) ≠ 0. Prenant a = 0 et b = f(0) = 0, on obtient
{\displaystyle g(z)=\sum _{n=1}^{\infty }\left(\lim _{w\to 0}\left({\frac {\mathrm {d} ^{n-1}}{\mathrm {d} w^{n-1}}}\left({\frac {w}{w/\phi (w)}}\right)^{n}\right){\frac {z^{n}}{n!}}\right)}
{\displaystyle =\sum _{n=1}^{\infty }{\frac {1}{n}}\left({\frac {1}{(n-1)!}}\lim _{w\to 0}\left({\frac {\mathrm {d} ^{n-1}}{\mathrm {d} w^{n-1}}}\phi (w)^{n}\right)\right)z^{n},}
ce qui peut aussi s'écrire
{\displaystyle [z^{n}]g(z)={\frac {1}{n}}[w^{n-1}]\phi (w)^{n},}
où [wr] désigne le coefficient de wr dans l'expression qui le suit.
Une généralisation utile de cette formule est connue comme la formule de Lagrange–Bürmann :
{\displaystyle [z^{n}]H(g(z))={\frac {1}{n}}[w^{n-1}](H'(w)\phi (w)^{n})},
où H peut être une série formelle ou une fonction analytique arbitraire, par exemple H(w) = wk.

## Applications

### Fonction W de Lambert
La fonction W de Lambert est la fonction W(z) définie par l'équation implicite
{\displaystyle W(z)\mathrm {e} ^{W(z)}=z.\,}
Le théorème de Lagrange permet de calculer la série de Taylor de W(z) près de z = 0.
Prenant f(w) = w ew et a = b = 0, on remarque que 
{\displaystyle {\frac {\mathrm {d} ^{n}}{\mathrm {d} x^{n}}}\ \mathrm {e} ^{\alpha \,x}\,=\,\alpha ^{n}\,\mathrm {e} ^{\alpha \,x}}
ce qui donne
{\displaystyle {\begin{aligned}W(z)&=\sum _{n=1}^{\infty }\lim _{w\to 0}\left({\frac {\mathrm {d} ^{\,n-1}}{\mathrm {d} w^{\,n-1}}}\ \mathrm {e} ^{-nw}\right){\frac {z^{n}}{n!}}\\&=\,\sum _{n=1}^{\infty }(-n)^{n-1}\,{\frac {z^{n}}{n!}}=z-z^{2}+{\frac {3}{2}}z^{3}-{\frac {8}{3}}z^{4}+{\frac {125}{24}}z^{5}-\dotsb .\end{aligned}}}
Le rayon de convergence de cette série est e–1 (ce qui correspond à la branche principale de la fonction de Lambert).
On peut obtenir une série ayant un plus grand rayon de convergence par la même méthode : la fonction f(z) = W(ez) – 1 vérifie l'équation
{\displaystyle 1+f(z)+\ln(1+f(z))=z.\,}
Développant z + ln (1 + z) en série et inversant celle-ci, on obtient pour f(z + 1) = W(ez + 1) – 1 :
{\displaystyle {\begin{aligned}W(\mathrm {e} ^{1+z})=1&+{\frac {z}{2}}+{\frac {z^{2}}{16}}-{\frac {z^{3}}{192}}-{\frac {z^{4}}{3\,072}}\\&+{\frac {13z^{5}}{61\,440}}-{\frac {47z^{6}}{1\,474\,560}}-{\frac {73z^{7}}{41\,287\,680}}+{\frac {2447z^{8}}{1\,321\,205\,760}}+O(z^{9}).\end{aligned}}}
W(x) peut s'en déduire en substituant ln x – 1 à z dans cette série. Par exemple, prenant z = –1, on trouve W(1) = 0,567143 à 10-6 près.

### Combinatoire analytique
Soit Bn le nombre d'arbres binaires (non étiquetés) ayant n nœuds.
Retirer la racine d'un arbre le décompose en deux arbres plus petits ; on en déduit que la fonction génératrice {\displaystyle B(z)=\sum _{n=0}^{\infty }B_{n}z^{n}}vérifie l'équation fonctionnelle :
{\displaystyle B(z)=1+zB(z)^{2}.}
Posant C(z) = B(z) – 1, cette équation se réécrit :
{\displaystyle z={\frac {C(z)}{(C(z)+1)^{2}}}.}
On peut donc appliquer le théorème avec ϕ(w) = (w + 1)2 :
{\displaystyle B_{n}=[z^{n}]C(z)={\frac {1}{n}}[w^{n-1}](w+1)^{2n}={\frac {1}{n}}{2n \choose n-1}={\frac {1}{n+1}}{2n \choose n}.}
On en déduit que Bn est le n-ème nombre de Catalan.